# Periferia de Macedonia Central
La periferia de Macedonia Central (en griego: Περιφέρεια Κεντρικής Μακεδονίας, romanizado: Periféreia Kentrikís Makedonías) es una de las 13 periferias de Grecia, y ocupa la parte central de la Macedonia griega, al norte del país. En ella se encuentra Tesalónica, la segunda ciudad mayor del país. Está dividida en 7 unidades periféricas: Calcídica, Emacia, Kilkís, Pela, Piería, Serres y Tesalónica.